# Bloomin' (山梨放送のラジオ番組)
『Bloomin'（ブルーミン）』はYBSラジオで2021年4月3日より2023年3月25日まで毎週土曜 9:00 - 12:50に生放送していたラジオ番組。

## 概要
最新ヒット曲やアイドルソングなど心地の良い音楽と花咲くトークを届けていく3時間50分のラジオ番組。
メッセージはメールとTwitterから募集しており、公式ハッシュタグは『#ブルーミンybs』。
2021年8月21日の放送は水越に代わって小松千絵がパーソナリティを担当した。
放送開始から2021年9月までは約5時間の生放送、10月以降は4時間の生放送に変更された。
2023年3月18日の放送内で、小松から3月25日が最終回となること、また最終回は12時までの短縮放送であることが発表された。

## パーソナリティー
- 小松千絵（山梨放送アナウンサー）[5]　（2022年4月2日 - 2023年3月25日）
- 水越千尋（山梨放送アナウンサー）[1]　（2021年4月3日 - 2022年3月26日）

## スコーパーキャスター
- 染谷香衣（2022年4月2日 - 2023年3月25日）
- 山﨑祐依（2021年4月3日 - 2022年3月26日）

## 放送時間
- 毎週土曜 9:00 - 12:50（2021年10月2日 - 2023年3月25日）
- 毎週土曜 10:00 - 14:50（2021年4月3日 - 2021年9月25日）

## 終了時のコーナー
| 時刻        | コーナー名・内容 |
| ----------- | --- |
| 9:00        | オープニング |
| 9:10        | Bloomin′weather 週末の天気＆四季折々のお天気コラムを紹介するコーナー。 |
| 9:20        | わくわくお届け便 |
| 9:40        | Bloomin' this week words TwitterやGoogleでの検索ワードを基に一週間のニュースを振り返るコーナー。 |
| 9:58        | 県からのお知らせ |
| 10:00       | スコーパー情報① スコーパーキャスター染谷香衣が「山梨トヨペット ライズ号」に乗って、県内各地に出かけて行き中継を行なう。 |
| 10:10       | ときめきショッピング |
| 10:30       | 甲府Shiny Town 甲府市の情報を紹介するコーナー。（パーソナリティ：服部廉太郎） |
| 10:50       | YBS道路交通情報 |
| 10:52       | YBSラジオニュース・天気予報 |
| 10:58       | 県からのお知らせ |
| 11:10       | ハシヅメシ キーワードは‘アスリートフード’。手軽で栄養価の高いレシピを橋爪スパイスでさわやかに紹介。 （パーソナリティ：ヴァンフォーレ甲府アンバサダー 橋爪勇樹、料理教室エッセンス主宰 大久保掬恵） ※2022年12月31日は年末でBloomin'自体がお休みのため。単体の番組として11:15から放送された。 |
| 11:30       | Lover of MUSIC 「今届けたい」音楽を紹介するコーナー。 |
| 11:52       | YBSラジオニュース・天気予報 |
| 12:05       | ジタクデシカク 資格があれば人生に死角なし！ 日本で取得できる資格や検定の中から人気のある資格、面白い資格を紹介。 |
| 12:15       | スコーパー情報 ② （スコーパーキャスター：染谷香衣） |
| 12:35       | That’s エレガント ある場面でのエレガントとノットエレガントな振る舞いを大募集！ |
| 12:45 12:50 | エンディング |

## 終了したコーナー一覧
- 9:45 フォネットPresents ミライへのうた

山梨県内の子供たちの合唱を紹介するコーナー。2022年9月に終了。
- 10:30 エンタメBloomin’[6]

最新の音楽ランキングや映像作品を紹介するコーナー。
- 11:00 RADIO High School

週替わりで県内の高校生がパーソナリティに挑戦するコーナー。出演希望の学校を公式サイトから募っている。2022年9月に終了。
- 11:30 Lover of MUSIC

- 12:00 Bloomin′キッズジングル[6]

お昼の時報と一緒に子どもたちによる番組のタイトルコールを届けるコーナー。
- 12:05 ちえの背徳ごはん

高カロリー、体に悪そうなんだけど 美味しくてやめられない…！！ 道徳に背いてしまうそんな「背徳ごはん」をご紹介！2022年9月24日に終了。
- 12:10 優ひかるのシャイニング・タイム[13]

優ひかるがタカラジェンヌらと対談するコーナー。『relaxation program edge』から継続されており、本番組より開始時間が5分繰り上げられた。2021年10月以降は土曜16時に移動となった。
- 12:30 ＃ハナシの種[6]

水越が見つけた気になるものごとを独自の視点で紹介するコーナー。2021年10月以降はゲストを迎えている。
- 12:35 美人麗句

ちょっと答えに困る言葉への美しい返答をリスナーから募集して紹介するコーナー。2022年9月24日に終了。
- 13:00 イチ推し!アイドルセレクション

アイドルオタクの水越が毎週、おすすめのアイドルを曲と共に紹介するコーナー。紹介するアイドルからのコメントも紹介することがある。
- 14:00 Route909[6][45]

テーマに沿ったドライブソングのリクエストを3曲のプレイリスト形式で紹介するコーナー。